# Annalen van Krakau
De Annalen van Krakau (Latijn: Annales regni Polonorum deperditi, Pools: Rocznik  kapitulny krakowski) is een 13e-eeuwse Latijnse annalistische tekst die in het Bisdom Krakau door verschillende auteurs is opgesteld. Onderzoekers zijn het over eens dat zowel de onderdelen in de Oude Annalen van Świętokrzyskie ("Rocznik świętokrzyski dawny") als die in de Annalen van Krakau over de periode tot en met 1119 gebaseerd zijn op één en dezelfde verloren bron.
De annalen zijn in de jaren 60 van de 13e eeuw geredigeerd, maar bevatten zeker aantekeningen uit de 11e eeuw. Alle eerdere versies zijn verloren gegaan. Om die reden wordt de tekst ook wel de Nieuwe Annalen van Krakau genoemd.
De annalen vertegenwoordigen de inhoud van de eerste Poolse annalistische teksten.